# Google URL Shortener
Google URL Shortener, también conocido como goo.gl, fue un servicio de acortamiento de URL de Google. Fue lanzado en diciembre de 2009, inicialmente utilizado para Google Toolbar y Feedburner.
La empresa lanzó un sitio web independiente, goo.gl, en septiembre de 2010.
El usuario podía acceder a una lista de URL que se habían acortado anteriormente después de iniciar sesión en su cuenta de Google. Se registraron datos analíticos en tiempo real, incluido el tráfico a lo largo del tiempo, los principales referentes y los perfiles de los visitantes. Por seguridad, Google agregó un sistema de detección automática de spam basado en el mismo tipo de tecnología de filtrado que se usa en Gmail.
El servicio no ha estado aceptando nuevos usuarios desde el 13 de abril de 2018 y Google suspendió el servicio para los usuarios existentes el 30 de marzo de 2019. Los enlaces creados anteriormente aún redirigen a su destino anterior. Fue reemplazado por Firebase Dynamic Link. Los enlaces existentes no se convirtieron en Dynamic Links automáticamente.Google publicó en 2023 la suspensión del servicio con este texto: "Obsoleto: Firebase Dynamic Links está obsoleto y no se debe adoptar en proyectos que no lo usen. El servicio dejará de estar disponible el 25 de agosto de 2025. Consulta las Preguntas frecuentes sobre la baja de Dynamic Links para obtener más información." 